# Емброс
Вижте пояснителната страница за други значения на Емброс.
„Емброс“ (на гръцки: «Εμπρός», в превод Напред) е гръцки вестник, излизал в Атина, Гърция от 1896 година. Деецът на гръцката въоръжена пропаганда в Македония Димитриос Калапотакис издава вестник „Емброс“, който е един от най-големите гръцки вестници като тираж. Във вестника се списват много статии, свързани с областта Македония.
В 1906 година се разпространява фалшивият слух, че е убит костурският митрополит Германос Каравангелис и Димитриос Калапотакис пуска некролог във вестник „Емброс“, като след разкритието на грешката му е принуден да подаде оставка от ръководния пост в гръцкия македонски комитет.
- Пленени четници на Васил Чекаларов. Вестник „Емброс“, юли 1913 година.[4]
- Статия „Автономията на Македония“ във вестник „Емброс“ от 1913 година.